# A la juventud filipina
A la juventud filipina – wiersz autorstwa José Rizala z 1879.
Powstał w czasie, gdy Rizal wciąż był studentem Universidad de Santo Tomás w Manili, jest uznawany za najistotniejszy tekst poetycki w młodzieńczym etapie jego rozwoju literackiego. Został nagrodzony srebrnym piórem podczas konkursu zorganizowanego przez manilskie Liceo Artistico Literario. Kilkanaście lat po powstaniu znalazł się wśród dowodów w procesie oskarżonego o bunt i działalność wywrotową autora.
Skierowany do młodzieży filipińskiej, podkreśla jej znaczenie w przyszłości archipelagu. Używa terminu Filipino w nowym dla swoich czasów kontekście, odnosząc go do wszystkich mieszkańców terytorium nie zaś jedynie do osób hiszpańskiego pochodzenia urodzonych już na wyspach. Z tego powodu część krytyki literackiej upatruje w nim zalążki przyszłej działalności niepodległościowej Rizala. Niemniej, pogląd ten bywał krytykowany jako nadinterpretacja. Sam wiersz natomiast przepełniony jest wdzięcznością wobec kolonialnej metropolii. Pochodzi zeń jedna z najczęściej cytowanych fraz filipińskiego bohatera narodowego, Bella esperanza de la Patria Mía!
Doczekał się licznych tłumaczeń, w tym na tagalski, angielski i włoski. Bywa recytowany podczas ceremonii związanych z obchodami świąt narodowych, przywoływany również w przemówieniach przez prezydentów Filipin.